# Pyrinia alvarezata
Pyrinia alvarezata là một loài bướm đêm trong họ Geometridae.